# Педро II (король Арагона)
Педро II Католик (исп. Pedro II el Católico, кат. Pere el Catòlic; 1174, Монблан или 1176, Уэска — 12 сентября 1213, битва при Мюре) — король Арагона.
Граф Барселоны, Жероны, Осона, Безалу, Сердани и Руссильона, Палларса и Рибагорсы с 1196 года, сеньор Монпелье с 1204 года, первый вассал римского папы среди арагонских королей, активный борец с маврами и участник событий альбигойского крестового похода.

## Родители и начало царствования
Отцом Педро был Альфонсо II, сын графа Барселонского (он первоначально носил имя Раймон Беренгер), первый общий монарх Арагона и Каталонии и основатель Барселонской династии арагонских королей, матерью — Санча Кастильская (1154—1208), дочь короля Кастилии Альфонсо VII.
Педро II вступил на престол при весьма критических обстоятельствах в 1196 году после смерти отца. Расширение арагонско-каталонских владений на территории Южной Франции, где беспорядки были постоянными, чрезвычайно осложняло политическую обстановку. В 1197 году он издал закон против еретиков, предписывавший им покинуть королевство (кроме города Барселоны) под страхом сожжения на костре.
В 1200 году Педро II заключил союз с королём Кастилии Альфонсо VIII Благородным и королём Леона Альфонсо IX Мокробородым против Наваррского королевства; напав на последнюю, союзники отобрали у неё ряд территорий.

## Вассальная присяга римскому папе
4 февраля 1204 года Педро Арагонский по собственной инициативе принёс в Риме вассальную присягу папе Иннокентию III. Папа римский короновал его и посвятил в рыцари; тем самым королевство Арагона и Каталонии оказалось в вассальной зависимости от пап. Педро II обязался выплачивать ежегодную дань Святому престолу, вести борьбу за изгнание мавров с Пиренейского полуострова —- Реконкисту и бороться с еретиками. За это он получил титул «защитник веры» (difensore della Fede) и прозвище Католик.
Точно не известны подлинные причины, побудившие Педро пойти на такое новшество, шедшее вразрез с обычаями Арагонского королевства и Барселонского графства. Очевидным мотивом было стремление получить поддержку папы и помощь генуэзцев и пизанцев — обладателей больших флотов — для завоевания Балеарских островов. Также вероятно, что Педро II желал разрешить к своей выгоде политические проблемы в Южной Франции. Там же в Риме он договорился о помолвке воспитанника папы римского Фридриха Гогенштауфена, римского короля и короля Сицилии (будущего императора Фридриха II), со своей сестрой Констанцией Арагонской. Ряд представителей арагонской знати и городов выразил недовольство этой присягой, но король не уступил их давлению.

## Брак
В том же 1204 году Педро II вступил в брак с Марией де Монпелье, дочерью Гильома VIII, сеньора Монпелье. Тем самым Педро присоединил к Каталонии феод Монпелье. От этого союза родилось двое детей — Санча (1205—1206) и Хайме (1208—1276), который унаследует престол и войдёт в историю как Хайме I Завоеватель. 
Брак был неудачен. Король обращался с супругой дурно, имел многочисленных любовниц и не выказывал жене никакого уважения, не скрывая, что готов развестись и найти более выгодную партию. К тому же он отдал в 1211 году горячо любимого Марией сына Хайме, которому в тот момент было всего 3 года, в заложники своему новому вассалу Симону де Монфору, фактически навсегда разлучив его с матерью. К 1213 году отношения между супругами испортились настолько, что Мария де Монпелье поехала в Рим жаловаться на мужа самому папе. Тем временем Педро официально потребовал развода, но в 1213 году Мария де Монпелье неожиданно умерла в Риме; ходили слухи, что Педро подослал к ней отравителей. 
Сам Педро ненадолго пережил жену и осенью того же года погиб в битве при Мюре.

## Участие в сражении при Лас-Навас-де-Толоса
В 1212 году папа римский Иннокентий III объявил на Пиренейском полуострове крестовый поход против мавров — в данном случае династии Альмохадов, владевших многими землями на полуострове. Поход возглавил кастильский король Альфонс VIII, его поддержали короли Арагона, Леона, Португалии и Наварры, магистры рыцарских орденов и многочисленные рыцари как из Испании, так и из Южной Франции.
Сражение состоялось 16 июля 1212 года. Педро II, привёдший 3000 рыцарей и отряд арбалетчиков, командовал в нём левым крылом крестоносцев. В результате битвы халиф Альмохадов Якуб ан-Насир потерпел сокрушительное поражение. Битва при Лас-Навас-де-Толоса стала важнейшим этапом Реконкисты.

## Педро II и Альбигойский крестовый поход

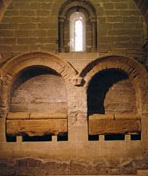
Гробница Санчи Кастильской и короля Педро II в монастыре Санта-Мария де Сихена

В 1209 году тот же папа объявил крестовый поход против еретиков Южной Франции — катаров и их покровителей, в том числе графа Раймунда VI Тулузского, приходившегося зятем Педро II в качестве мужа его сестры Элеоноры. У Педро были и другие интересы в Южной Франции, а также ряд вассалов. Сначала он держал нейтралитет по отношению к крестоносцам; когда они подступили к Каркассону, он попытался вступиться за укрывшегося там своего вассала — виконта Раймунда-Рожера Транкавеля, но ничего не добился. В 1211 году он даже принял от предводителя крестоносцев Симона де Монфора вассальную клятву за виконтство Каркассон, отнятое у Транкавеля. Он пообещал женить своего сына Хайме на дочери Монфора Амиции и в подтверждение этого отдал последнему сына в заложники. Но в 1212 году, после похода на мавров, он по просьбе Раймунда VI и горожан взял под покровительство Тулузу. В начале 1213 года он заступался за феодалов Лангедока перед церковным собором, созванным в Лаворе, но безуспешно. И тогда он поднял в их защиту оружие.
12 сентября 1213 года под замком Мюре, осаждённым арагонцами в союзе с отрядами графов Фуа и Тулузы, состоялось сражение между войсками Педро II и графа Лестерского Симона де Монфора. Крестоносцы победили; сам король Педро погиб в бою.
Легенда гласит, что в ночь перед битвой Педро предавался пьянству и разврату и потому потерпел поражение.